# Флаг Комсомольского сельского поселения (Воронежская область)
Флаг муниципального образования Комсомо́льское сельское поселение Рамонского муниципального района Воронежской области Российской Федерации — опознавательно-правовой знак, служащий официальным символом муниципального образования.
Флаг утверждён 12 сентября 2011 года решением Совета народных депутатов Комсомольского сельского поселения № 77 и 2 ноября 2011 года внесён в Государственный геральдический регистр Российской Федерации с присвоением регистрационного номера 7158.

## Описание
«Прямоугольное красное полотнище с отношением ширины к длине 2:3, воспроизводящее композицию герба Комсомольского сельского поселения в жёлтом, белом и голубом цвете».
Геральдическое описание герба гласит: «В червлёном поле между пламевидной золотой главой и включенной лазоревой оконечностью, имеющей золотые края в виде выходящих срубов — серебряный пояс, образованный подковами (положенными сообразно щиту, двумя шипами вниз каждая), из которых крайние — выходящие».

## Обоснование символики
Флаг разработан на основе герба Комсомольского сельского поселения и отражает исторические, культурные, социально-экономические, национальные и иные местные традиции.
Издавна по территории современного сельского поселения пролегал сухопутный путь, соединяющий северные и южные территории среднерусской возвышенности, дорога вела в Кубанские и Приазовские степи. Этим путём активно пользовались восточные купцы, торговавшие с Русью. В настоящее время это федеральная автомобильная дорога М4 «Дон» Москва—Новороссийск. На флаге старинный тракт аллегорически отражён белыми подковами, выложенными в геральдическую фигуру — пояс.
Первый населённый пункт здесь был основан в 1828 году мичманом Н. А. Буниным и получил название Бунин Колодец по вырытому глубокому колодцу. На флаге первое название показано стилизованным изображением колодца. Современное название центра муниципального образования — посёлок Комсомольский, названный в память погибших здесь во время Гражданской войны комсомольцев, символически показано геральдической фигурой — пламевидной полосой. Таким образом, композиция флага построена по гласному принципу — отражая историческое и современное названия.
Жёлтый цвет (золото) — символ урожая, богатства, стабильности, уважения, энергии.
Белый цвет (серебро) — символ чистоты, совершенства, мира и взаимопонимания.
Красный цвет — символ труда, силы, мужества, красоты и праздника.
Голубой цвет (лазурь) — символ чести, благородства, духовности.